# Jerry Unser
Jerry Unser (n. 15 noiembrie 1932 – d. 17 mai 1959) a fost un pilot de curse auto american care a evoluat în Campionatul Mondial de Formula 1 în sezonul 1958.
1. 1 2  Jerry Unser, Find a Grave, accesat în 9 octombrie 2017
2. ↑  Find a Grave, accesat în 2 aprilie 2023